# Saturday Night's Alright for Fighting
Saturday Night's Alright For Fighting (talvolta riportata come Saturday Night's Alright (For Fighting)) è un brano rock, scritto ed interpretato dal compositore britannico Elton John; il testo è di Bernie Taupin.

## Storia
Questa è una delle composizioni più rock di Elton John, come Grow Some Funk of Your Own e The Bitch Is Back (potrebbe essere considerata anche hard rock), composta nella tonalità di Do Maggiore, con il ritornello che sembra chiudere in Mib. Proveniente dall'album del 1973 Goodbye Yellow Brick Road, fu pubblicata nello stesso anno, raggiungendo la Top 10 britannica e la Top 20 statunitense. Da sempre un cavallo di battaglia di John nei live (particolarmente degna di nota la versione solo piano eseguita nel corso del tour del 1979 nei Paesi europei dell'Est, accompagnata solo dalle percussioni del funambolico Ray Cooper), oggi Saturday Night rimane una delle sue hits più conosciute.
In seguito è stata utilizzata per la colonna sonora del film Fandango, dove accompagna i titoli di testa, e nel videogioco Grand Theft Auto: V in cui la si può ascoltare nella stazione radio Los Santos Rock Radio.

## Composizione e ispirazione
Il brano, classificabile anche nel glam rock, fu il primo (e l'unico) dell'album di provenienza ad essere effettivamente creato, su un pianoforte elettrico, in Giamaica, come era stato progettato inizialmente. Ma per una serie di problemi (dovuti soprattutto alle pessime condizioni dello studio di registrazione) si procedette a registrare il resto dell'album in Francia, anche perché questa prima versione di 'Saturday Night' non raggiunse i risultati sperati.
Nelle sonorità viene riscontrata una certa ovvia britannicità, lo stesso Elton decise di scrivere una canzone che potesse apparire immediatamente "inglese", e in effetti possiamo riscontrare  sonorità simili in alcuni pezzi dei Rolling Stones o degli Who (i quali peraltro effettueranno una cover del brano nel 1991). 
Ma anche nel testo ci sono evidenti richiami all'Inghilterra: pare che Bernie Taupin si fosse accorto di scrivere perennemente testi riguardanti l'America e varie vicende americane, e allora decise di scriverne uno che fosse totalmente inglese. In effetti il brano parla di una notte decisamente tumultuosa, passata in un pub tra un bicchiere di birra e una lite di troppo, e si ispira all'adolescenza del celebre paroliere, periodo in cui passava le notti nei locali del Lincolnshire, soprattutto all'Aston Arms a Market Rasen.

## Cover
Del brano esistono parecchie cover: i Queen l'hanno eseguito molte volte dal vivo, il gruppo Flotsam and Jetsam ne effettuò una cover nell'album del 1988 No Place For Disgrace. Una cover è stata anche effettuata dai W.A.S.P.; nel 1991, poi, gli Who inserirono la propria versione nel tribute album Two Rooms: Celebrating the Songs of Elton John & Bernie Taupin, mentre nel 2003 il brano fu eseguito dai Nickelback (insieme a Kid Rock e Dimebag Darrell) e incluso nella colonna sonora di Charlie's Angels: più che mai, come in certe copie dell'album The Long Road. Saturday Night è stata utilizzata anche dal canale a pagamento statunitense Showtime, nel programma della CBC Hockey Night in Canada e come canzone trainante del programma della TBS Saturday Night College Football
. In Italia anche gli Elio e Le Storie Tese l'hanno eseguita spesso dal vivo durante il tour del 2012. Elton ha anche eseguito il brano in duetto con Anastacia al Madison Square Garden, pubblicato sull'album One Night Only nel 2000. Nel novembre 2003, inoltre, Saturday Night è stata reinterpretata in Francia dal reality 'Star Academy 3', e ha raggiunto il 5º posto in Francia, l'8º in Belgio (Vallonia) e il 37º in Svizzera
In Italia anche gli Elio e Le Storie Tese l'hanno eseguita spesso dal vivo durante il tour del 2012.

## Tracce
Tutti i brani sono stati composti da Elton John e Bernie Taupin.

### Lato A
1. Saturday Night's Alright for Fighting - 4:54

### Lato B
1. Jack Rabbit - 1:50
2. Whenever You're Ready (We'll Go Steady Again) - 2:50

## Classifica
Negli Stati Uniti, il brano entrò nella Billboard Top 40 la settimana dell'11 agosto 1973, al 12º posto, e rimase nella Top 40 per nove settimane. Fu l'unico singolo di Elton John a non raggiungere la Top 10, in tre anni (con 13 hits eltoniane), tra il maggio del 1972 (Rocket Man) e l'ottobre del 1975 (Island Girl). Fu anche l'unico singolo di Elton John a non conseguire il riconoscimento oro/platino durante un periodo di tre anni (11 hits) tra il dicembre del 1972 (Crocodile Rock) e l'ottobre del 1975 (Island Girl). Nel Regno Unito, il brano entrò nella Music Week Top 50 la settimana del 7 luglio 1973, al 7º posto, rimanendo nelle classifiche per 9 settimane. A Saturday Night seguirà, qualche mese dopo, il singolo Goodbye Yellow Brick Road, title track dell'omonimo album.
| Classifica (1973)      | Posizione più alta |
| ---------------------- | ------------------ |
| U.S. Billboard Hot 100 | 12                 |
| Official Singles Chart | 7                  |